# Halfdan Christensen

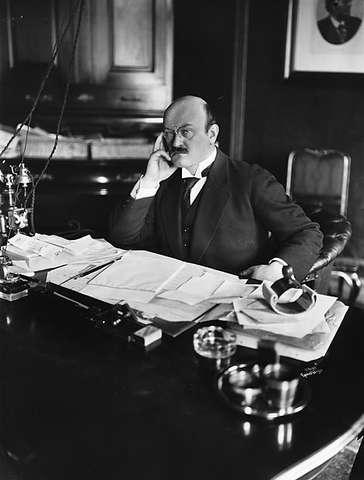
Halfdan Christensen.

Halfdan Christensen, född den 12 december 1873 i Porsgrunn, död den 17 september 1950, var en norsk skådespelare. Han var gift med Gyda Christensen 1905-1922 och Gerda Ring från 1922, och far till Bab och Pelle Christensen.
Christensen genomgick Kristiania handelsgymnasium, men gav sedan efter för sin dragning till scenen. Han debuterade 1896 på Bergens teater, i titelrollen i Molbechs Ambrosius. Han hade anställning där tills Nationaltheatret i Kristiania öppnades 1899. Där var han länge en av de bärande krafterna, 1906–11 som sceninstruktör, 1911–23 och åter från 1929 som teaterchef.
Christensen agerade som karaktärsskådespelare i ett flertal roller inom teaterns repertoar av modern dramatik, framförallt i sina tolkningar av Bjørnsons och Ibsens skådespel ur det nyare samhällslivet, men han behärskade även roller som exempelvis lyrisk älskare. Bland hans roller märks Peer Gynt, Osvald i Gengangere, Falk i Kærlighedens Komedie, Stensgård i De unges forbund, samt Sang i Over evne.
Christensen framträdde även som dramatisk författare, bland annat med Ansiktet på rutan (1925, uppförd i Stockholm samma år). Han ledde Nationaltheatrets gästspel i Stockholm 1916 och gästspelade senare där och i Göteborg.